# اعتراضات ۲۰۱۷–۲۰۱۸ مراکش
اعتراضات ۲۰۱۷–۲۰۱۸ مراکش یا حُکره (عربی: الحکرة)، مجموعه‌ای از تظاهرات گسترده، اعتراضات مردمی و اعتصابات در مراکش توسط فعالان و غیرنظامیان بود که در شهر جراده، پس از کشته شدن دو معدنچی در یک حادثه تونل، آغاز شد.